# بيت قطراية

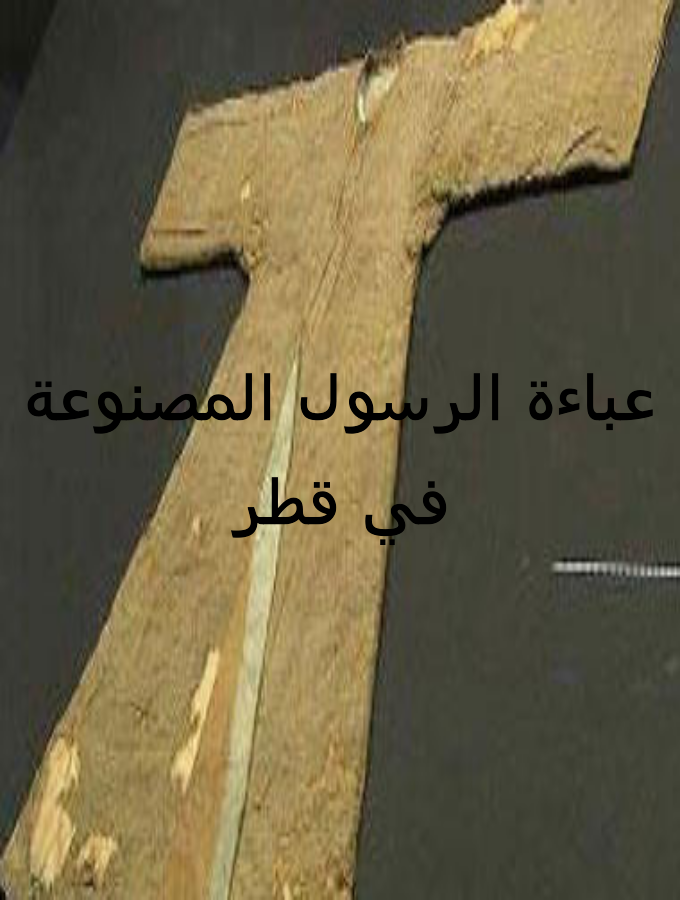
عباءة الرسول المصنوعة في قطر

بيت قطراية هو اسم لمنطقة تتضمن دولة قطر الحالية كانوا مشهورين بنسج الثياب ، المنطقة معروفة في تاريخ الكنيسة النسطورية وكانت اسقفيتها تابعة لمنطقة «ريف اردشير» ولكنها استقلت وكونت اسقفية مستقلة في وسط ونهاية القرن السابع الميلادي، سجلت المجامع النسطورية عددا من اساقفتها الذين حضروا المجامع النسطورية، يبدوا ان النصرانية بشكل عام دخلتها قبل سنة 225م، ومنها رجال دين لاقوا شهرة عظيمة مثل اسحق النينوي وداديشوع القطري وجبريل القطري وإبراهيم برليفي "Abraham bar Lipeh" وتوماس القطري وأيوب المفسر وجبرائيل الطقساني، كل شخص ينتهي اسمه بأسم قطر نسبة إلى بيت قطرايه لايبدو انهم من العرب الذين ذكرهم ليونتيوس، أسقف نيابوليس القبرصي انهم لجئوا إلى الإسكندرية لأنهم مديانيون فهؤلاء قطريون؛ فهم عرب ولكن من قطرين مختلفين. استخدم لسان أهل قطر في شرح بعض معاني الكتب المقدسة وعند دخول أهل قطر للإسلام صنعوا عباءة النبي محمد في حديث أنس بن مالك: 59(حديث مرفوع) حَدَّثَنَا عَبْدُ بْنُ حُمَيْدٍ ، قَالَ: حَدَّثَنَا مُحَمَّدُ بْنُ الْفَضْلِ ، قَالَ: حَدَّثَنَا حَمَّادُ بْنُ سَلَمَةَ ، عَنْ حَبِيبِ بْنِ الشَّهِيدِ ، عَنِ الْحَسَنِ، عَنْ أَنَسِ بْنِ مَالِكٍ ، «أَنَّ النَّبِيَّ صَلَّى اللَّهُ عَلَيْهِ وَسَلَّمَ خَرَجَ وَهُوَ يَتَّكِئُ عَلَى أُسَامَةَ بْنِ زَيْدٍ عَلَيْهِ ثَوْبٌ قِطْرِيٌّ», قَدْ تَوَشَّحَ بِهِ، فَصَلَّى بِهِمْ . وَقَالَ عَبْدُ بْنُ حُمَيْدٍ: قَالَ مُحَمَّدُ بْنُ الْفَضْلِ: سَأَلَنِي يَحْيَى بْنُ مَعِينٍ عَنْ هَذَا الْحَدِيثِ، أَوَّلَ مَا جَلَسَ إِلَيَّ، فَقُلْتُ: حَدَّثَنَا حَمَّادُ بْنُ سَلَمَةَ، فَقَالَ: لَوْ كَانَ مِنْ كِتَابِكَ، فَقُمْتُ لأُخْرِجَ كِتَابِي فَقَبَضَ عَلَى ثَوْبِي ثُمَّ، قَالَ: أَمْلِهِ عَلَيَّ؛ فَإِنِّي أَخَافُ أَنْ لا أَلْقَاكَ، قَالَ: فَأَمْلَيْتُهُ عَلَيْهِ، ثُمَّ أَخْرَجْتُ كِتَابِي فَقَرَأْتُ عَلَيْهِ وأيضا ام المؤمنين عائشة بنت أبي بكر والفاروق عمر بن الخطاب وشاركوا أهل قطر مع عثمان بن عفان في أول معركة بحرية واستفادو من خبرتهم في صناعة السفن وتقلب البحر.